# 2018年太平洋颱風季
| 太平洋颱風季             |
| 主題頁 - 專題 - 編輯指南 |

2018年太平洋颱風季泛指於2018年全年內的任何時間，於赤道以北及國際換日線以西的太平洋水域，以及南中國海所產生的熱帶氣旋。雖然有關方面並沒有設下本颱風季的指定期限，但大部份於西北太平洋的熱帶氣旋通常皆會於5月至12月期間形成。
本條目的範圍僅局限於赤道以北及國際換日線以西的太平洋及南海的水域。於赤道以北及國際換日線以東的太平洋水域產生的風暴則被稱為颶風，並被列入2018年太平洋颶風季。於西北太平洋產生的熱帶風暴是由日本氣象廳所命名（即國際名稱），國際編號為18xx，而美國聯合颱風警報中心則將於該地區的熱帶低氣壓之編號以W字母作結。凡進入或產生於菲律賓風暴責任範圍以內的熱帶低氣壓，菲律賓大氣地球物理和天文服務管理局均會給予當地名稱，作當地警報用途，因此可能會有兩個不同的英文名稱（官方以國際名稱為準）；此外，中國大陸、香港、澳門與臺灣採用的中文譯名可能不同。以下各熱帶氣旋資訊以熱帶氣旋存在期間的巔峰形態為準。更多關於西太平洋的颱風，請參見太平洋颱風季。

## 風季預測

### 深圳
深圳市氣象局預測2018年有6至7個熱帶氣旋進入深圳500公里範圍，預計在6月中旬出現第一個熱帶氣旋進入深圳500公里範圍的機率較大，並預測當中的4個會影響深圳附近地區。

### 香港
香港天文台則預計，2018年進入香港500公里範圍的熱帶氣旋數量為正常至偏多，約為5至8個。此外，香港天文台預測2018年拉尼娜現象將偏弱，因此2018年風季將未必較長，但亦有指，此年風季可持續至12月。

### 臺灣
交通部中央氣象局在6月29日公布颱風季展望，預估2018年6到12月西北太平洋颱風生成總數大約正常偏多，總數約21到25個，侵台颱風數量將有3到5個。而夏季約5成機率可能生成聖嬰現象，導致中太平洋海溫較高、颱風生成位置也會偏東，在颱風生成位置距離台灣較遠的狀況下，一旦颱風侵台，強度可能比以往更強。

## 風季概述
2017年12月31日，一熱帶低氣壓在菲律賓以東形成，翌日晚上在菲律賓南部登陸。進入南海後該熱帶低氣壓增強成為本年首個獲命名熱帶氣旋：布拉萬。布拉萬進入南海後因垂直風切變增多而減弱消散。一個月後，三巴形成並影響菲律賓同一位置，受到地形因素影響而消散。一個月後，鯉魚在關島附近形成，初時受到垂直風切變影響。垂直風切變減弱令杰拉華在3月30日早上加強為本季首個颱風，下午更出乎意料地急劇增強為全年首個超強颱風。其後杰拉華不敵垂直風切變減弱，並罕有地轉化為副熱帶氣旋。從杰拉華消散後一直到艾維尼形成前，西北太平洋沒有任何獲日本氣象廳命名的熱帶氣旋。
5月末，數值預報模式開始預報南海和菲律賓以東海域將在6月初同時出現低壓區或熱帶氣旋活動。這兩個低壓區在5月31日同時生成，到6月1日關島附近亦有另一低壓區。當中南海的低壓區增強成熱帶低氣壓並北上，6月6日西移登陸廣東徐聞時增強為熱帶風暴並獲日本氣象廳命名為艾維尼。後向南橫越瓊州海峽，下午再登陸海南海口和改向東移，7日採取偏東北路徑，當晚在廣東陽江登陸並緩慢減弱消散。此時菲律賓以東的熱帶低氣壓已吞併另一系統，增強為熱帶風暴，獲日本氣象廳命名為馬力斯。6月中旬，格美登陸台灣，但當時多數氣象機構並未跟隨升格為熱帶風暴，在登陸後才陸續升格。6月下旬，巴比侖形成，北上影響日本和韓國。
7月4日下午，巴比侖在日本海轉化為溫帶氣旋。同日晚上，瑪莉亞形成並迅速增強，一天內就增強到聯合颱風警報中心與日本氣象廳的「颱風」等級。7月6日，瑪莉亞達到聯合颱風警報中心「超級颱風」的等級。隨後瑪莉亞穩定向西北偏西快速移動，肆虐北臺灣、石垣島和福建、浙江一帶。
7月中、下旬，季風槽和東風波變得活躍，多個熱帶系統形成。山神曾大幅加速到以時速40公里掠過南海北部，7月19日在越南登陸。7月21日山神的殘餘出海並再度增強為熱帶低氣壓，在北部灣徘徊許久才消散。安比成為有紀錄以來第三個從東海登陸上海的風暴。悟空在高緯度地區達到了颱風級的強度巔峰。雲雀的移動路徑相當罕見，是日本氣象廳自1951年有紀錄以來第四個由東向西進入日本本州的熱帶氣旋，也是第一個由東向西橫掃日本本州及九州內陸的熱帶氣旋。同時，此系統也成為了第四個從東海登陸上海的風暴和本年第二個登陸上海的颱風。雲雀消散後，西北太平洋第一波季風槽和東風波的活躍期結束。
8月上旬，珊珊近距離掠過日本後，北上轉化為溫帶氣旋。摩羯在8月12日登陸中國浙江，於隔天減弱為熱帶性低氣壓。8月中旬，季風槽和東風波再次活躍。麗琵前期快速增強，後期受熱帶擾動98W（即熱帶風暴溫比亞）影響而減弱。貝碧嘉一度在海面上打轉，於8月17日登陸越南。8月13日，東太平洋颶風赫克托越過國際換日線進入西北太平洋範圍。8月15日，赫克托減弱為熱帶性低氣壓。溫比亞成為1949年以來海上西行直接登陸上海的第5個熱帶氣旋，也是1873年有紀錄以來，首次在1個月內有3個直接登陸上海的熱帶氣旋。蘇力刷破中之島9年以來實測陣風的紀錄，風力達50.1每秒（180每小時）。8月18日，西馬侖形成，在22日上午達到其強度巔峰，風眼清晰可見。下午，西馬隆移入溫度較低的海域，強度開始減弱。8月23日，西馬侖與蘇力分別在日本和韓國登陸，分別在8月24日和8月25日轉化為溫帶氣旋，西北太平洋第二波季風槽和東風波的活躍期結束。從7月17日山神形成一直到8月25日蘇力轉化為溫帶氣旋，將近40天內，西北太平洋都有命名颱風活動，可謂締造了西北太平洋長時間都有命名颱風活動的新紀錄。
8月28日，燕子形成。燕子的命名標誌該年風季成為有紀錄以來，1月到8月形成最多命名熱帶氣旋的風季，共達21個，僅比1965年太平洋颱風季及1971年太平洋颱風季少兩個。而8月的多個熱帶氣旋形成緯度和發展都較北，加上副熱帶高壓較強，使燕子向偏西方向移動，其吸收該區域儲存的能量而急劇增強。8月31日凌晨5時，聯合颱風警報中心將燕子升為超級颱風，給予的風速達到萨菲尔-辛普森飓风风力等级的第五級，是繼強烈颱風瑪莉亞後年內第二個達到此級別的熱帶氣旋。9月4日上午11時，燕子在日本德島縣南部登陸，兩小時後再於兵庫縣神戶市登陸。9月5日上午8時，日本氣象廳認為燕子已經轉化為溫帶氣旋。9月7日，山竹形成。山竹是本年第三個達到薩菲尔-辛普森飓风等级中第五級強度的颱風。山竹的環流廣闊，風勢強勁，在多個地區造成嚴重的破壞。9月11日，百里嘉形成。9月13日上午，百里嘉登陸廣東湛江。下午3時45分，日本氣象廳將其降格為熱帶性低氣壓。9月21日，潭美形成。潭美所在位置海面溫度達28度，垂直風切微弱，高空輻散良好，令其開始快速增強，並發展出中心密集雲團，外圍雲帶也呈放射狀。9月25日凌晨5時，聯合颱風警報中心將其中心風速上調至140節（260每小時），是繼瑪莉亞、燕子、山竹後同年第4個達到薩菲爾-辛普森颶風風力等級中第五級強度的颱風。太平洋高壓脊在9月28日略為增強，促使潭美加速向西北移動。9月30日下午7時，潭美在日本和歌山縣田邊市登陸。10月1日，日本氣象廳認為潭美已轉化為溫帶氣旋。
9月29日，康芮形成。康芮的命名標誌著該年風季成為1994年以來，1月到9月形成最多命名熱帶氣旋的風季，共達25個。康芮所在位置海面溫度達29至30度，加上風切微弱，使其開始快速增強。10月2日，聯合警報中心將其中心風速上調至140節（260每小時），是繼瑪莉亞、燕子、山竹、潭美後同年第5個達到薩菲爾-辛普森颶風風力等級中第五級強度的颱風。當晚，康芮移入海溫較低的海域，強度開始明顯下降。10月6日上午8時，康芮在韓國慶尚南道統營市登陸。10月7日，日本氣象廳認為康芮已轉化為溫帶氣旋。10月22日，玉兔形成。10月24日上午11時，聯合颱風警報中心將其升格為超級颱風，同時也將其中心風速上調至145節（269每小時），是同年第6個達到薩菲爾-辛普森颶風風力等級中第五級強度的颱風，後來更上調至155節（287每小時）。日本氣象廳也在同日下午5時45分將其中心最高持續風速調高至每小時215公里，超越「山竹」創下2018最強風暴的紀錄，亦是第7個達到日本氣象廳所評定的「猛烈」級別的颱風。10月25日晚上，玉兔在關島以西海域出現雙重眼壁，進入眼牆置換循環，中央氣象局將其降格為中度颱風。10月26日，玉兔完成置換眼牆，中央氣象局重新將其升格為強烈颱風。10月30日凌晨，玉兔在菲律賓伊莎貝拉省迪納皮格登陸。11月2日下午2時45分，日本氣象廳將其降格為熱帶性低氣壓。
11月初，天兔形成，強度達到頂峯後減弱並登陸越南。11月17日，桃芝形成。11月18日，日本氣象廳將其降格為熱帶性低氣壓，但其殘餘一直到11月21日才完全消散。11月20日，萬宜形成。萬宜結構良好，但所在環境不佳，達到巔峰不久後就因乾空氣和低海溫等原因而開始減弱。

## 已被國際命名的熱帶氣旋

### 熱帶風暴布拉萬（Bolaven）
PAGASA：Agaton
布拉萬是一個跨年（2017年至2018年）的熱帶氣旋。它原身的低壓區在2017年12月21日於馬紹爾群島以南低緯度生成，當時美國海軍研究實驗室給予其熱帶擾動編號98W，但後來卻因環境不利發展而撤去編號。然而低壓區到了12月28日重新發展，美國海軍研究實驗室再度給予其擾動編號99W。而日本氣象廳在12月30日的天氣圖中將此系統標記為熱帶低氣壓。
隨後，聯合颱風警報中心在2018年1月2日給予編號為熱帶低氣壓01W。1月3日，日本氣象廳將其升格為熱帶風暴，並命名為布拉萬，給予國際編號1801。布拉萬因此成為2018年首個熱帶氣旋，它同時也是西北太平洋有紀錄以來第三早形成並被命名的風暴。但進入了南海後，由於該區水溫較低而使其難以再度發展，最後系統在南海中部逐漸消散。
聯合颱風警報中心在2019年10月發表的最佳路徑中，將其巔峰上調至35節(約65公里/每小時)。

### 熱帶風暴三巴（Sanba）
PAGASA：Basyang
2018年2月5日早上，一個低壓區在關島東南方海域形成，美國海軍研究實驗室在6時半給予熱帶擾動編號93W。而聯合颱風警報中心在翌日（6日）下午2時將該低壓區在24小時內形成熱帶氣旋的機會評為「低」。該系統初時對流薄弱，組織散亂而未具螺旋性；不過之後對流開始爆發，並且打開極地方向流出通道，呈現熱帶氣旋雛形。聯合颱風警報中心在7日早上8時將該系統在24小時內形成熱帶氣旋的機會評級升為「中」。至翌日（8日）早上6時進一步提升至「高」，並同時發佈熱帶氣旋形成警報。與此同時日本氣象廳在早上8時率先將其升格為熱帶低氣壓。
9日凌晨5時，聯合颱風警報中心跟隨升格，並且給予熱帶氣旋編號02W。當時數值預報運算結果顯示，該系統將採取西移路徑，只是強度上存在分歧。2月11日，日本氣象廳將其升格為熱帶風暴，並命名為三巴，給予國際編號1802。由於再次受到垂直風切變影響，三巴增強之勢在12日一再暫停，直至當晚才稍為增強，對流雲帶填補原先外露的低層環流中心。
副熱帶高壓脊維持強勢，帶領三巴以時速25公里向菲律賓長驅直進，菲律賓大氣地球物理和天文管理局宣佈三巴於早上9時15分在棉蘭老島希納圖安登陸。上午較後時間三巴快速擦過棉蘭老島東北角，進入保和海，菲律賓大氣地球物理和天文管理局在下午2時宣佈三巴在朗芒芽地再度登陸。受到地形影響，三巴轉趨減弱，聯合颱風警報中心在晚上11時把三巴降為熱帶低氣壓。三巴在14日凌晨時分進入蘇祿海，日本氣象廳在早上8時45分把三巴降為熱帶低氣壓。在強勁風切變的影響下，三巴的低層環流中心外露，聯合颱風警報中心在下午5時發佈最後警報。三巴其後橫過巴拉望省並移入南海，日本氣象廳在17日凌晨2時表示三巴減弱消散。

### 颱風杰拉華（Jelawat）
PAGASA：Caloy
2018年3月16日，一個低壓區在波納佩島西北方海域形成，美國海軍研究實驗室在下午3時半給予熱帶擾動編號96W。受惠於接近攝氏30度的海面溫度，以及垂直風切變微弱、低層輻合良好的環境，該系統的對流雲帶包裸及鞏固低層環流中心，呈現熱帶氣旋雛形。聯合颱風警報中心在翌日（17日）凌晨4時將該系統在24小時內形成熱帶氣旋的機會跳過「低」而直接評為「中」，且在早上10時半提升至「高」，但至晚上11時又降回「中」。隨着該系統的對流再次爆發，聯合颱風警報中心在23日中午12時半再次把評級升為「高」，並同時發佈熱帶氣旋形成警報。而臺灣中央氣象局在25日早上8時率先將其升格為热带性低气压，表示「有發展成輕度颱風的趨勢」。日本氣象廳在中午12時05分亦作出同等升級，並隨即發佈烈風警報表示1日內有機會增強為熱帶風暴。隨着西風帶打開強烈極地方向外流。
聯合颱風警報中心在25日凌晨5時把該系統升為熱帶低氣壓，給予熱帶氣旋編號03W。副熱帶高壓脊引導下，該系統以時速約25公里向西移動。日本氣象廳在下午3時10分正式把該系統升格為熱帶風暴，並命名為杰拉華，給予國際編號1803。
3月30日，杰拉華爆發增強，達到聯合颱風警報中心「超級颱風」的等級。但其後又不敵風切而急速減弱，一日內風速急降120公里。4月2日凌晨，日本氣象廳將其降格為熱帶性低氣壓。晚上，日本氣象廳認為杰拉華已轉化為溫帶氣旋。

### 熱帶風暴艾雲尼（Ewiniar）
經歷5月份華南的持續熱浪後，電腦數值預報模式開始預計南海將於6月初出現熱帶氣旋活動，但變數甚大，預報反覆改變。預報中的低壓區於5月31日在菲律賓巴拉望島對開的南海中部形成，初時向西北偏西移動。翌日（6月1日）增強為熱帶低氣壓。該系統在6月2日至3日沿副熱帶高壓脊西南側轉向西北偏北移動，時速12公里，受制於強烈的垂直風切變而發展遲緩，對流不斷向西南切離。6月4日該系統移動緩慢，徘徊越南中部對開海域，為當地帶來惡劣天氣。隨後於6月5日採取東北偏北路線加速接近中國海南和廣東雷州半島一帶。
6月6日早上增強為熱帶風暴，並獲日本氣象廳命名為艾雲尼，給予國際編號1804。艾雲尼隨即轉向西移登陸廣東徐聞，於雷州至海南一帶逆時針繞圈，中午向南橫越瓊州海峽，下午再登陸海南海口和改向東移，為該區和廣東沿岸帶來狂風大雨。艾雲尼在6月7日採取偏東北路徑，逼近廣東西部沿岸，當晚在陽江登陸。但受惠於西南季風爆發帶來的水汽支援，艾雲尼減弱速度緩慢。6月9日，艾雲尼減弱為熱帶低氣壓並逐漸消散。

### 強烈熱帶風暴馬力斯（Maliksi）
PAGASA：Domeng
5月31日，一個低壓區在呂宋島南南東方形成，美國海軍研究實驗室給予熱帶擾動編號90W。同時，聯合颱風警報中心給予評級「LOW」。
6月1日，聯合颱風警報中心將評級升為「MEDIUM」。
6月4日，日本氣象廳將其升格為熱帶低氣壓。
6月5日，聯合颱風警報中心在晚間將評級升為「HIGH」，並發布熱帶氣旋形成警報。同時吞併位在其東北方的擾動91W。
6月6日下午，日本氣象廳對其發布烈風警告。
6月8日凌晨4時，日本氣象廳將其升格為熱帶風暴，並命名為馬力斯，給予國際編號1805。早上8時，香港天文台在6小時內將馬力斯的風力直升20公里。
6月9日晚上8時，香港天文台將馬力斯升格為強烈熱帶風暴。
6月10日，日本氣象廳率先將其升格為颱風，此時馬力斯已發展出雲捲風眼。
6月12日凌晨2時，臺灣中央氣象局和日本氣象廳都認為馬力斯已轉化為溫帶氣旋。

### 熱帶風暴格美（Gaemi）
PAGASA：Ester
6月14日，一個位在台灣西南方的副熱帶低氣壓發展為熱帶擾動，美國海軍研究實驗室在上午2時給予熱帶擾動編號95W。日本氣象廳在同時認定其為熱帶低氣壓並發布烈風警告，台灣中央氣象局在5時15分發布熱帶性低氣壓特報。上午7時，聯合颱風警報中心對其在24小時內形成為熱帶氣旋的機會評為「低」。中午12時半，聯合颱風警報中心將其在24小時內形成為熱帶氣旋的機會跳過「中」，直接提升為「高」，同時發布熱帶氣旋形成警報。同日下午，聯合颱風警報中心將其升格為熱帶性低氣壓，給予編號08W。
6月15日上午10時，日本氣象廳升格為熱帶風暴，並命名為格美，給予國際編號1806。不過，多數氣象機構並未跟隨升格，而是將其維持在熱帶性低氣壓上限的強度，包含受其影響的台灣，中央氣象局認定其仍為熱帶性低氣壓。凱米於上午7時至8時間登陸高雄，12時左右由台東出海，但中央氣象局仍維持熱帶性低氣壓特報，而非將其升格為輕度颱風並發布海上陸上颱風警報。
直到6月16日，各家氣象機構才將凱米紛紛調升為熱帶風暴。中央氣象局也在6月16日早上時，將凱米升為輕度颱風。6月17日上午，日本氣象廳認為凱米已經轉化為溫帶氣旋。

### 颱風派比安（Prapiroon）
PAGASA：Florita
6月25日，一個冷心低壓於菲律賓東方海域轉為暖心，美國海軍研究實驗室給予熱帶擾動編號90W。
6月26日，其吞併東南方的熱帶擾動99W後開始整合雲系。隔天，日本氣象廳把它標注為低壓區。
受惠於良好的輻合及微弱的垂直風切，系統於6月28日開始迅速發展。聯合颱風警報中心在當日上午給予評級「低」，並於中午將評級提升為「中」，更在下午提升為「高」，並發布熱帶氣旋形成警報。而日本氣象廳也將其升格為熱帶低氣壓，台灣中央氣象局亦有升格。同日晚間，聯合颱風警報中心將其升格為熱帶低氣壓，給予熱帶氣旋編號09W。一小時後，日本氣象廳對其發布烈风警报。
6月29日上午10時，日本氣象廳升格為熱帶風暴，並命名為派比安，給予國際編號1807。7月2日，日本氣象廳將其升格為颱風。中央氣象局也在同日上午8時將其升格為中度颱風。
7月3日，日本氣象廳將其降格為強烈熱帶風暴。7月4日，日本氣象廳將其降格為熱帶風暴。同日下午，日本氣象廳表示派比安已轉化為溫帶氣旋。

### 颱風瑪莉亞（Maria）
PAGASA：Gardo
6月26日，一個低壓區在關島附近海域形成，美國海軍研究實驗室給予熱帶擾動編號91W。6月28日上午，聯合颱風警報中心給予評級「低」。
7月2日上午，聯合颱風警報中心將此系統的評級提升為「中」。當日中午，聯合颱風警報中心將此系統的評級提升為「高」，並同時發出熱帶氣旋形成警報。聯合颱風警報中心在翌日（3日）將其升格為熱帶低氣壓，並給予熱帶氣旋編號10W。同時，日本氣象廳也將其升格為熱帶低氣壓。下午3時，日本氣象廳對其發布烈風警告。
7月4日晚上，日本氣象廳將其升格為熱帶風暴，並命名為瑪莉亞，給予國際編號1808。由於瑪莉亞所在環境優良，海水溫度達29度，垂直風切變微弱，高空輻散良好，令瑪莉亞開始迅速增強，並發展出中心密集雲團。7月5日，日本氣象廳率先在早上將瑪莉亞的升格為強烈熱帶風暴。當日瑪莉亞繼續吸收海水源源不絕地供應的能量，發展出「雲捲風眼」，更在晚上發展出「針眼」。聯合颱風警報中心在同日下午將瑪莉亞升格為颱風，日本氣象廳於晚上跟隨。
7月6日，瑪莉亞繼續增強，聯合颱風警報中心在早上將瑪莉亞升格為超級颱風，強度達至巔峰。晚間，瑪莉亞進入眼牆置換循環，因此聯合颱風警報中心將其降格為颱風。7月8日，瑪莉亞結束眼牆置換，再次打開「針眼」，聯合颱風警報中心在同日下午再度將其升格為超級颱風，強度再次達至巔峰。
7月9日，瑪莉亞移入溫度較低的海域，強度開始走下坡，聯合颱風警報中心再度把瑪莉亞降格為颱風。7月11日，瑪莉亞登陸中國福建省。日本氣象廳在同日下午5時將其降格為強烈熱帶風暴。晚上，日本氣象廳再將其降格為熱帶風暴。
7月12日，日本氣象廳將其降格為熱帶低氣壓，聯合颱風警報中心也對其發出最後警報。

### 熱帶風暴山神（Son-Tinh）
PAGASA：Henry
一個低壓區於7月9日在關島南方海域形成。電腦數值預報模式運算結果顯示，此系統無論是路徑抑或強度皆難以預料，原因是西南方另一低壓區（隨後發展成熱帶氣旋安比）帶來的雙颱效應為此系統的發展增添不明朗因素。事實上該系統形成後即與那低壓區互旋，且互相爭奪水汽，導致發展遲緩。該系統在生成初段採取西北路徑，時速約10公里。至14日改向西北偏西移動。同時電腦模式分歧逐漸縮窄，預料系統不會吞併其南面的低壓區，而會經呂宋北部或巴士海峽移入南海，但隨後路徑仍在存在變數。15日此系統移動速度提升至每小時20公里，並改向西南偏西移動，及增強為熱帶低氣壓，系統螺旋性漸增。
在副熱帶高壓脊大幅加強並由系統北面向西延伸下，該系統於7月16日進一步加速至時速30公里，移動方向改為正西，擺脫東南面低壓區的牽制。雖然垂直風切變稍為影響發展，但是在攝氏30度的海水溫度下，該系統仍然持續鞏固其低層環流中心。數值預報分歧進一步縮窄，預料該系統經巴林坦海峽後高速西移掠過南海北部，在海南至雷州半島登陸。該熱帶低氣壓晚間橫過巴布煙群島。17日凌晨移入南海後加速到以時速40公里掠過南海北部，早上增強為熱帶風暴，並獲日本氣象廳命名為山神，給予國際編號1809。日間山神穩定西移，到入夜後再略為改向西南偏西移動，直撲海南，終在18日凌晨登陸海南萬寧。由於移速飛快，因此所受地形影響大大減輕，山神中午前移入北部灣，隨後減速並重新組織。至19日凌晨再登陸越南北部，上午減弱為熱帶低氣壓，翌日（20日）減弱為低壓區。
然而受惠於西南季風源源不絕地供應水汽，山神的殘餘低壓區不但沒有消散，而且保持螺旋性，不受地形磨蝕，徘徊越南北部和老撾，為該區帶來水災。到21日在南面的赤道反氣旋加強下，山神更「掉頭」東移回北部灣復活，於下午重新增強為熱帶低氣壓。山神於22日至23日再次橫過海南，並登陸雷州半島，之後緩慢北移。到24日早上改向西北移入廣西，直到25日才完全消散。

### 強烈熱帶風暴安比（Ampil）
PAGASA：Inday
7月11日，一個低壓區在菲律賓以東海域形成，美國海軍研究實驗室給予熱帶擾動編號94W。7月12日，聯合颱風警報中心給予94W評級「低」。但受其西北方向熱帶擾動92W对流增强的影响，熱帶擾動編號94W的前方環境轉差，低層環流中心逐漸裸露，使聯合颱風警報中心於隔天取消評級。
7月14日，隨着此系統進入發展條件良好的區域和熱帶擾動92W加速向西移動遠離，深對流逐漸覆蓋外露的低層環流中心，聯合颱風警報中心直接將此系統的評級給予「中」而跳過「低」。7月16日，該系統在西南季候風的影響下開始發展，結構也逐漸改善，日本氣象廳在17日上午將此系統升格為熱帶低氣壓。同日下午5時，聯合颱風警報中心將此系統的評級給予「高」並發出熱帶氣旋形成警報。同日晚上9時，日本氣象廳對其發布烈風警告。7月18日上午5時，聯合颱風警報中心將此系統升格為熱帶性低氣壓，給予編號12W。同日晚上9時15分，日本氣象廳將其升格為熱帶風暴，並命名為安比，給予國際編號1810。當日安比逐漸整合發展，中心略往東移動。
安比在隔天（19日）繼續增強，日本氣象廳在當日上午2時將其升格為強烈熱帶風暴，多個氣象部門也都跟隨升格。此時安比離開了季候風槽，受到副熱帶高壓引導，由東北逐漸轉向西北移動，雲層集中在西南象限。安比在7月21日於沖繩附近海域掠過。7月22日中午12時30分，安比在上海崇明區新海鎮東灘登陸。登陸後的安比大致維持強度，日本氣象廳在7月24日才將其降格為熱帶低氣壓，並在翌日認為其已經轉化為溫帶氣旋。

### 強烈熱帶風暴悟空（Wukong）
7月20日，一個低壓區在日本南鳥島東南方遠洋形成，美國海軍研究實驗室給予熱帶擾動編號97W。同時，日本氣象廳也將其標注為一低壓區。聯合颱風警報中心也在編擾後不久給予評級「低」，更於深夜提升「中」。
隨著系統的結構逐漸改善，且螺旋性明顯。7月21日下午，聯合颱風警報中心把評級提升為「高」，並同步發布熱帶氣旋形成警報。晚間，聯合颱風警報中心將其升格為熱帶低氣壓，給予熱帶氣旋編號14W。日本氣象廳和台灣中央氣象局也於不久後跟隨。
7月22日下午，聯合颱風警報中心將其升格為熱帶風暴。晚間，日本氣象廳對其發布烈風警告。
7月23日晚間，日本氣象廳將其升格為熱帶風暴，並命名為悟空，給予國際編號1811。
7月25日，中國國家氣象中心率先將其升格為強熱帶風暴，日本氣象廳於不久後跟隨。下午，聯合颱風警報中心率先將其升格為颱風，但又於晚間降格為熱帶風暴。
7月26日上午，中國國家氣象中心將其降格為熱帶風暴。下午，日本氣象廳亦將其降格為熱帶風暴。
7月27日，日本氣象廳表示悟空已經轉化為溫帶氣旋。

### 颱風雲雀（Jongdari）
7月19日晚上，一個低壓區在關島東南方形成，美國海軍研究實驗室給予熱帶擾動編號96W。7月20日下午，聯合颱風警報中心給予評級「低」。7月21日上午，聯合颱風警報中心將此系統的評級提升為「中」。同日晚間，聯合颱風警報中心將此系統的評級提升為「高」並同時發出熱帶氣旋形成警報。7月22日，聯合颱風警報中心將此系統升格為熱帶低氣壓，給予熱帶氣旋編號15W。此時環流中心難以分辨，因此日本氣象廳仍將此系統在天氣圖上標記為低壓區，隔天才把此系統升格為熱帶低氣壓，7月25日凌晨，日本氣象廳把此系統升格為熱帶風暴，給予國際編號1812，並命名為雲雀。同日晚間，日本氣象廳把雲雀升格為強烈熱帶風暴。
雲雀雖然在7月26日遇到的垂直風切變有所增加，但仍然日本氣象廳在當日下午將雲雀增強至颱風。巔峰過後，雲雀開始受到東北方副熱帶高壓的影響，雲雀在日本南方海面由東北轉向北再轉向西，之後因下沉氣流導致強度開始減弱。7月28日16時，雲雀登陸於日本三重縣伊勢市。登陸後受陸地的摩擦力影響，強度快速減弱。日本氣象廳在雲雀登陸不久後將其降格為強烈熱帶風暴，聯合颱風警報中心則是在登陸後的下一報把雲雀降格為熱帶風暴。7月29日凌晨，日本氣象廳將雲雀降格為熱帶風暴。當日上午8時30分，雲雀在日本福岡縣豐前市再次登陸。不久後，聯合颱風警報中心將雲雀降格為熱帶低氣壓。
7月30日，日本氣象廳認為雲雀已經進入東海，併吞冷心低壓變暖的熱帶擾動91W。8月3日上午2時30分，中國國家氣象中心宣佈雲雀在上海市金山區登陸。上午9時，國家氣象中心把雲雀降為熱帶低壓。下午1時，日本氣象廳把雲雀降格為熱帶低氣壓。下午3時，國家氣象中心對雲雀停止編號。

### 颱風珊珊（Shanshan）
8月1日，一個低壓區在關島東北面生成，美國海軍研究實驗室在當日早上6時半給予熱帶擾動編號94W。聯合颱風警報中心在下午2時對該系統在1日內形成熱帶氣旋的機會評為「低」。8月2日早上9時，聯合颱風警報中心將其評級升為「中」，下午2時升至「高」，並同步發佈熱帶氣旋形成警報。而日本氣象廳在下午2時把該系統升為熱帶低氣壓，並在當晚9時15分發佈烈風警告。聯合颱風警報中心在8月3日凌晨5時把該系統升為熱帶低氣壓，並給予編號「17W」。日本氣象廳在早上9時10分正式把該系統升為熱帶風暴，並命名為珊珊，給予國際編號1813，聯合颱風警報中心在同日下午5時跟隨。
受惠於海面良好的環境，珊珊在當日下午穩定增強，深層對流捲入中心，組成中心密集雲團，其環流更伸延至300公里外的關島。8月4日凌晨2時45分，日本氣象廳將其升格為強烈熱帶風暴。當日珊珊加速向西北偏北移動，時速20公里，中心出現「雲捲風眼」，亦打開一個低層風眼。日本氣象廳在同日下午2時50分把珊珊升為颱風，聯合颱風警報中心在下午5時跟隨。8月5日下午珊珊出現短期偏北波動，入夜後恢復西北偏北路徑。珊珊在8月6日下午捲入乾空氣，引致其西面環流受塤；可是珊珊在7日接上西風帶噴射氣流，原先轉差的外流重新開通，深層對流亦再次捲入中心，並打開了一個較為粗糙風眼。
8月8日位於高壓脊西側的珊珊轉向正西北移動。經歷短暫巔峰強度後，珊珊附近海面條件變得惡劣，令其強度下降，風眼變成「雲塞風眼」，中心對流向東切離，日本氣象廳在上午11時45分將其降格為強烈熱帶風暴。9日凌晨珊珊轉向偏北移動，近距離掠過日本關東銚子市對開海域。受日本地型和較低海水溫度影響，珊珊迅速減弱，聯合颱風警報中心在9日下午5時把其降格為熱帶風暴，6小時後便發佈最後警報，日本氣象廳到晚上11時45分亦把珊珊降格為熱帶風暴。日本氣象廳在8月10日下午3時05分認為其已轉化為溫帶氣旋。

### 熱帶風暴摩羯（Yagi）
PAGASA：Karding
一個低壓區於8月1日在關島附近海域形成，美國海軍研究實驗室給予熱帶擾動編號93W。受到東面熱帶氣旋珊珊的影響，該系統連續多日發展緩慢，其對流稀疏薄弱，低層環流中心難以辨認。聯合颱風警報中心在8月1日下午2時對該低氣壓在1日內形成熱帶氣旋的機會評為「低」，5日才提升至「中」，6日下午2時提升至「高」，並發佈熱帶氣旋形成警報。因應珊珊逐步北上遠離，原先被它捲走的西南季候風重新連接至此系統，此系統隨即逐漸快速發展，整合其對流雲團，呈現熱帶氣旋雛形。日本氣象廳在早上8時把此系統升格為熱帶低氣壓。由於副熱帶高壓脊受短波槽打擊及熱帶氣旋珊珊阻礙而東退，此系統受赤道反氣旋北面的微弱引導氣流帶動，緩步向東北方向移動，時速約5公里。
隨着該系統組織進一步成形，聯合颱風警報中心在7日凌晨5時把該系統升為熱帶低氣壓，紿予熱帶氣旋編號18W。日本氣象廳在下午3時25分發出烈風警告，至翌日中午12時10分正式把該系統升為熱帶風暴，給予國際編號1814，並命名為摩羯。當日摩羯緩慢地向西北方移動。
摩羯在8月10日轉向西方移動，並在11日於沖繩南面海域和宮古島北面海域掠過，在當日稍後再轉向西北方移動。8月12日晚上11時35分，中國國家氣象中心宣布摩羯在浙江省台州溫嶺市登陸。登陸後，摩羯逐漸減弱。日本氣象廳在8月13日下午3時50分將其降格為熱帶低氣壓。

### 熱帶風暴貝碧嘉（Bebinca）
一個低壓區於8月4日在南海形成，美國海軍研究實驗室給予熱帶擾動編號96W。8月9日下午，國家氣象中心率先把系統升格為熱帶低氣壓。8月10日凌晨，日本氣象廳也將其升格為熱帶低氣壓。
聯合颱風警報中心在8月11日晚上11時取消熱帶氣旋形成警報，直至翌日下午1時半才重發。日本氣象廳在8月12日晚上9時25分對其發佈烈風警報。聯合颱風警報中心在當晚11時將其升格為熱帶低氣壓，給予熱帶氣旋編號20W。8月13日上午9時25分，日本氣象廳將此系統升格為熱帶風暴，並命名為貝碧嘉，給予國際編號1816。
8月14日下午5時25分，中國國家氣象中心把貝碧嘉升為強熱帶風暴。貝碧嘉於8月15日午夜起開始採取西移路徑，時速約10公里，遠離珠江口一帶，移向雷州半島。此後貝碧嘉向西南偏西推進，中國國家氣象中心表示貝碧嘉於當晚9時40分在廣東雷州登陸並減弱為熱帶風暴。8月16日凌晨貝碧嘉移入北部灣，隨即受惠於該區水溫達攝氏31度的炎熱海水而重新組織，強度回升，中國國家氣象中心之降格僅維持約7小時，便於凌晨5時10分把貝碧嘉再次升為強熱帶風暴，然而日本氣象廳延至晚上才首次把貝碧嘉升為強烈熱帶風暴，更在事後發佈的「最佳路徑」中把這次升格撤銷。
當日貝碧嘉繼續採取西南偏西路線，時速約10公里，橫過北部灣並穩定移向越南北部。貝碧嘉在翌晨（17日）作最後登陸前，香港天文台已在早上6時半把貝碧嘉再度降為熱帶風暴，隨後在上午9時45分公佈貝碧嘉已在越南北部登陸。地形摩擦加上垂直風切變依然強勁，使貝碧嘉上岸之際，中心密集雲團隨即瓦解，深層對流再次向西南切離，強度迅速而顯著回落。下午3時10分，日本氣象廳把貝碧嘉降為熱帶低氣壓，此時貝碧嘉已進入老撾。

### 強烈熱帶風暴麗琵（Leepi）
一個低壓區於8月7日在關島附近海域形成，美國海軍研究實驗室在當晚8時給予熱帶擾動編號97W。而聯合颱風警報中心在10日早上6時對該低壓區在1日內發展成熱帶氣旋的機會評為「低」。
下午2時，聯合颱風警報中心對該低壓區在1日內發展成熱帶氣旋的機會評級升至「中」，翌日（11日）更跳過評級「高」和熱帶氣旋形成警報，在上午11時直接把該系統升為熱帶低氣壓，給予熱帶氣旋編號19W。日本氣象廳在下午2時跟隨。
聯合颱風警報中心在當晚11時的報文指出該系統正在快速增強，中心被強烈對流雲帶緊緊包裹，且已形成中心密集雲團，因而將該系統升為熱帶風暴。日本氣象廳更是直接跳過烈風警告，在午夜12時把該系統升為熱帶風暴，並命名為麗琵，給予國際編號1815。麗琵當日穩定向西北方移動。
黃昏時麗琵形成「雲捲風眼」，其後衞星雲圖更顯示麗琵發展出風眼，可是不久後即消失。聯合颱風警報中心在當晚11時把麗琵升為颱風，但到翌日（13日）上午11時又降為熱帶風暴。日本氣象廳在上午11時45分把麗琵升為強烈熱帶風暴。聯合颱風警報中心在下午5時將其重新升格為颱風，晚上11時再度降為熱帶風暴。
8月11日至15日，麗琵一直向西北方移動。麗琵在8月15日凌晨2時於日本宮崎縣日向市登陸，並逐漸減弱。日本氣象廳在下午將其降格為熱帶低氣壓。

### 熱帶風暴赫克托（Hector）
8月13日晚間，位於中太平洋的赫克托越過國際日期變更線進入西北太平洋範圍，因此改由日本氣象廳（JMA）發報。日本氣象廳將其評定為熱帶風暴，沿用東太平洋名稱赫克托。中央氣象局將其評定為輕度颱風。
赫克托於8月14日移動到水溫較低海域，並受到乾燥空氣和強烈垂直風切變共同影響，令赫克托開始減弱。聯合颱風警報中心在晚上7時將其降格為熱帶低氣壓，並在翌日（15日）凌晨對其發出最後警報。日本氣象廳在8月15日同日上午10時將其降格為熱帶低氣壓。

### 熱帶風暴溫比亞（Rumbia）
一個低壓區於8月12日在台灣東南方海域形成，美國海軍研究實驗室給予熱帶擾動編號98W。由於沒有引導氣流，所以該系統一直緩慢向北行，並移向琉球群島一帶。
聯合颱風警報中心對其於1日內發展成熱帶氣旋的機會評級為「低」，並在8月14日把上述機會提升至「中」，不久後升至「高」，並發出熱帶氣旋形成警報。日本氣象廳在8月14日將其升格為熱帶低氣壓。聯合颱風警報中心在8月15日上午10時把此系統升為熱帶低氣壓，給予熱帶氣旋編號21W。不久後，日本氣象廳對其發佈烈風警告，表示該系統在1日內有機會增強為熱帶風暴。下午12時30分，日本氣象廳將此系統升格為熱帶風暴，並命名為溫比亞，給予國際編號1818。聯合颱風警報中心也在晚間把溫比亞升為熱帶風暴，當時溫比亞位於沖繩附近。受到強烈風切變影響，溫比亞的深層對流向東切離，低層環流中心暴露。當日溫比亞開始採取西北偏西的路徑，時速約15公里，逐漸移向上海一帶。溫比亞在翌日（16日）繼續向西北偏西移動。由於風切變在當日開始減弱，溫比亞開始把深層對流捲入中心，成功修復原先外露的低層環流中心和開始填補西面環流。
8月17日凌晨4时05分，中國國家氣象中心宣布溫比亞在上海浦東新區登陸。地形摩擦使溫比亞上岸後減弱，聯合颱風警報中心在上午11時對溫比亞發出最後警告。8月18日早上10時05分，日本氣象廳將其降格為熱帶低氣壓。

### 颱風蘇力（Soulik）
一個低壓區在8月13日於關島東方海域生成，美國海軍研究實驗室給予熱帶擾動編號99W。聯合颱風警報中心對其在24小時內形成為熱帶氣旋的機會評為「低」。晚上11時，聯合颱風警報中心在將上述機會評級升為「中」，至8月15日早上10時半升至「高」，同時發佈熱帶氣旋形成警報。日本氣象廳於下午將其升格為熱帶低氣壓，並於晚上9時30分對其發佈烈風警報。聯合颱風警報中心在晚上10時將其升格為熱帶低氣壓，給予熱帶氣旋編號22W。
8月15日上午9時30分，日本氣象廳將此系統升格為熱帶風暴，並命名為蘇力，給予國際編號1819。聯合颱風警報中心也在早上11時正跟隨升格。8月17日早上6時05分，日本氣象廳將其升格為強烈熱帶風暴。同日晚間，日本氣象廳將其升格為颱風。8月18日，中央氣象局將其升格為中度颱風。
8月19日，蘇力轉向西方行走，並開始進入眼牆置換循環的階段，強度稍微回落。8月20日，蘇力結束眼牆置換，並打開一個眼壁較粗糙的大型風眼，強度再次達至巔峰。從8月20日到8月21日，蘇力一直保持着大型風眼的結構，並持續向西北方移動，掠過日本奄美群島。8月22日，蘇力移入溫度較低的東海，強度開始走下坡，風眼結構也開始崩潰。
蘇力在8月23日轉向北方移動，進入黃海，強度繼續減弱。當天上午，日本氣象廳將其降格為強烈熱帶風暴。下午，聯合颱風警報中心將其降格為熱帶風暴。晚間，蘇力在韓國全羅南道珍島郡登陸。
8月25日凌晨3時，日本氣象廳認為蘇力已轉化為溫帶氣旋。同日凌晨5時，聯合颱風警報中心對其發出最後警報。

### 颱風西馬隆（Cimaron）
一個低壓區於8月15日在關島東方海域生成，美國海軍研究實驗室在晚上8時半給予熱帶擾動編號91W。聯合颱風警報中心給予評級「低」。
聯合颱風警報中心在8月16日將評級調升為「中」。日本氣象廳在同日晚上9時將其升格為熱帶低氣壓。聯合颱風警報中心於8月17日下午12時半升至「高」，同時發佈熱帶氣旋形成警報。聯合颱風警報中心在8月17日凌晨5時將其升格為熱帶低氣壓，給予熱帶氣旋編號23W。上午9時30分，日本氣象廳對其發布烈風警報。下午9時30分，日本氣象廳將此系統升格為熱帶風暴，並命名為西馬侖，給予國際編號1820。
8月19日，日本氣象廳將此系統升格為強烈熱帶風暴。同日，聯合颱風警報中心將其升格為颱風。8月21日，日本氣象廳將此系統升格為颱風。8月22日上午，西馬隆達到其強度巔峰，風眼清晰可見。下午，西馬隆移入溫度較低的海域，強度開始減弱。 
8月23日下午8時，日本氣象廳宣布西馬侖在日本四國德島縣阿南市登陸。当晚10时，西馬侖在兵库县姬路市附近再次登陆。8月24日凌晨，日本氣象廳將其降格為強烈熱帶風暴。同時，聯合颱風警報中心將其降格為熱帶風暴。
8月24日下午3時，日本氣象廳認為西馬侖已轉化為溫帶氣旋，聯合颱風警報中心在同日下午5時對其發出最後警報。
聯合颱風警報中心在2019年10月發表的最佳路徑中，將其巔峰上調至115節（約215公里/每小時）。

### 颱風燕子（Jebi）
PAGASA：Maymay
一個低壓區於8月24日在埃內韋塔克環礁附近海域形成，美國海軍研究實驗室給予熱帶擾動編號94W。聯合颱風警報中心在26日下午2時對該系統在1日內形成熱帶氣旋的機會評為「低」，至27日凌晨4時半升至「中」。早上8時，日本氣象廳在率先將該系統升為熱帶低氣壓。27日上午10時，聯合颱風警報中心將其評級升至「高」，並發布熱帶氣旋形成警報。下午5時，聯合颱風警報中心將此系統升為熱帶低氣壓，給予編號25W。日本氣象廳在晚上9時05分發佈烈風警告，半日後將該系統升為熱帶風暴，並命名為燕子，給予國際編號1821。
受惠於附近的優良環境，燕子發展出中心密集雲團，其外圍雲帶亦呈放射狀。日本氣象廳在8月29日凌晨2時50分率先將飛燕升為強烈熱帶風暴。當日飛燕改向西到西北偏西推進，並吸收炎熱海水源源不絕地供應的能量，在下午迅速增強，扺擋乾空氣及發展出「雲捲風眼」，低層風眼亦顯現在微波圖像上。日本氣象廳和聯合颱風警報中心分別在8月29日下午2時45分及5時把飛燕升為颱風。燕子在8月30日爆發增強，在日間打開「針眼」。
聯合颱風警報中心在8月31日凌晨5時將飛燕升為超級颱風，評級達到萨菲尔-辛普森飓风风力等级中第五級強度的颱風，是繼超強颱風瑪莉亞後年內第二個達到此級別的熱帶氣旋。其後飛燕出現雙重眼壁現象，反映飛燕進入眼壁更替週期。9月2日上午，飛燕結束眼牆置換循環並打開一個大型風眼。同時，飛燕移到副熱帶高壓西側，並開始轉向北方移動，其後再轉向東北方加速移動，並進入海水溫度較低的區域，強度開始下跌。
9月4日上午11時，燕子在日本德島縣南部登陸，兩小時後再於兵庫縣神戶市登陸。登陸後，燕子的強度繼續下降，聯合颱風警報中心在當晚將其降格為熱帶風暴。日本氣象廳在翌日上午5時將其降格為強烈熱帶風暴，3小時後認為燕子已經轉化為溫帶氣旋。
聯合颱風警報中心在2019年10月發表的最佳路徑中，將其巔峰上調至155節（約285公里/每小時）。

### 颱風山竹（Mangkhut）
PAGASA：Ompong
9月4日，一個低壓區在國際換日線以西海域形成，美國海軍研究實驗室給予熱帶擾動編號99W。
聯合颱風警報中心在9月6日凌晨給予評級「低」，並於同日晚上給予評級「中」。聯合颱風警報中心在9月7日凌晨將評級提升為「高」，並發布熱帶氣旋形成警報，更於同日上午11時將其升格為熱帶低氣壓，給予熱帶氣旋編號26W。日本氣象廳於同日上午8時將其升格為熱帶低氣壓，並在同日下午12時05分對其發布烈風警報。晚間9時15分，日本氣象廳將其升格為熱帶風暴，給予國際編號1822，並命名為山竹。
山竹北面的副熱帶高壓脊向西伸延，引導其以時速30公里西移。雖然山竹受到北面副熱帶高壓的高層乾空氣壓制，但它所在位置海面條件良好，令其強度開始上揚，並發展出中心密集雲團，外圍雲帶呈放射狀。9月9日凌晨2時45分，日本氣象廳將其升格為強烈熱帶風暴，更在6小時後將其升格為颱風，聯合颱風警報中心在同日上午11時跟隨。9月10日，山竹繼續向西南偏西移動，在關島附近掠過。同時，山竹繼續受到乾空氣入侵，並移到風切較強的海域，令它發展遲緩，遲遲未能開啟風眼。
山竹在9月11日凌晨爆發增強，抵擋乾空氣入侵，成功打開「針眼」。當日晚間8時，聯合颱風警報中心將中心風速上調至每小時260公里，代表山竹是年內第三個達到萨菲尔-辛普森飓风风力等級中第五級強度的颱風。山竹於9月12日晚上出現雙重眼壁，進入替換週期，強度減弱，但仍然能夠維持五級強度。山竹在9月14日下午再次出現雙眼牆，進入眼牆置換循環，但依然維持強度。由於山竹東面的副熱帶高壓向南伸延，山竹在同日以偏北方向移動。
9月15日凌晨1時40分，山竹登陸菲律賓卡加延省，並開始減弱。當日上午9時，山竹中心離開菲律賓陸地，進入南海，並在下午重新組織環流，重新打開一個較粗糙的風眼。9月16日，山竹繼續向西北方移動，橫過南海北部。下午5時，中國中央氣象台宣佈山竹在廣東省江门市台山登陸。9月17日，日本氣象廳將其降格為熱帶低氣壓。

### 熱帶風暴百里嘉（Barijat）
PAGASA：Neneng
9月6日，一個低壓區在菲律賓呂宋之西南面海域近岸形成，美國海軍研究實驗室給予熱帶擾動編號90W。同時，聯合颱風警報中心給予評級「低」。在赤道反氣旋引導下，該系統一直緩慢地向東北偏北方移動，橫越呂宋。9月8日該系統重新出海，回到巴士海峽，並在水溫30度的海水下整合組織，螺旋性逐漸增加。同日凌晨3時30分，聯合颱風警報中心將評級提升為「中」。9月8日下午2時，日本氣象廳將其升格為熱帶低氣壓。9月9日凌晨3時30分，聯合颱風警報中心將評級提升為「高」，並發佈熱帶氣旋形成警報。
受制於呂宋和臺灣地形，以及垂直風切變影響，該系統的發展較慢；同時該系統失去引導氣流，於臺灣東南面徘徊。經過2日的原地打轉和整合後，隨着風切變減弱，該系統對流爆發。9月10日凌晨，聯合颱風警報中心將其升格為熱帶低氣壓，給予熱帶氣旋編號27W。因應副熱帶高壓脊向西南延伸，該系統開始採取西南偏西路徑。同日上午9時30分，日本氣象廳對其發出烈風警告。當日下午5時，聯合颱風警報中心率先將其升格為熱帶風暴，日本氣象廳亦在9月11日上午9時30分跟隨，給予國際編號1823，並命名為百里嘉。當日百里嘉以時速12至14公里穩定向西南偏西推進，移入南海東北部。受制於東北季候風帶來的乾空氣，加上極地方向外流被抑制，縱使南海北部海水炎熱，百里嘉在當日餘下時間的強度變化不大。
翌日（12日）百里嘉稍為加速到以時速20公里向西北偏西移動，橫過南海北部。中國國家氣象中心宣佈，百里嘉在9月13日於早上8時半登陸廣東湛江坡頭區。下午3時45分，日本氣象廳將其降格為熱帶低氣壓，於當晚8時等壓線天氣圖亦不再標示百里嘉。聯合颱風警報則中心在下午5時跟隨，延至14日凌晨5時才發出最後警告。

### 颱風潭美（Trami）
PAGASA：Paeng
9月16日，一個低壓區在關島以東海域形成，美國海軍研究實驗室給予熱帶擾動編號92W。
聯合颱風警報中心在9月18日凌晨給予評級「低」，並於同日下午將評級提升為「中」。9月20日上午10時，日本氣象廳將其升格為熱帶性低氣壓。聯合颱風警報中心也在同日下午5時將評級提升為「高」，並發布熱帶氣旋形成警報。9月21日凌晨3時20分，日本氣象廳對其發布烈風警告。凌晨5時，聯合颱風警報中心將其升格為熱帶性低氣壓，給予熱帶氣旋編號28W。晚上9時10分，日本氣象廳將其升格為熱帶風暴，給予國際編號1824，並命名為潭美。
9月22日，潭美開始快速增強。當日下午2時45分，日本氣象廳將其升格為強烈熱帶風暴，更在翌日（23日）凌晨2時45分將其升格為颱風，聯合颱風警報中心在當日凌晨5時跟隨。潭美在當日下午成功打開「針眼」，並於於當晚出現雙眼牆，進入眼牆置換循環，在翌日（24日）打開一個大型風眼。潭美當天置換眼牆後繼續增強，並轉向西北方移動。
9月25日凌晨5時，聯合颱風警報中心將其中心風速上調至140節（每小時260公里），成為年內第4個達到薩菲爾-辛普森颶風等級中第五級強度的颱風。但潭美持續在原地打圈，消耗海水的潛熱，並使較冷的海水上翻，其強度開始下滑。太平洋高壓脊在9月28日略為增強，促使潭美加速向西北移動。
潭美在9月29日繼續向北方移動，並維持強度，下午在沖繩以西掠過。當晚潭美轉向東北方移動，並加速至每小時40公里，潭美亦稍微減弱。9月30日，潭美繼續向東北方移動。日本氣象廳在當日下午7時宣佈潭美在日本和歌山縣田邊市登陸。潭美在當晚橫過本州，於10月1日早上於岩手縣出海。潭美登陸後續漸減弱，聯合颱風警報中心在當日凌晨5時對潭美發出最後警告，日本氣象廳在則在當天上午11時50分認為潭美已轉化為溫帶氣旋。

### 颱風康芮（Kong-rey）
PAGASA：Queenie
一個低壓區於9月22日晚上在波納佩島附近形成，美國海軍研究實驗室給予熱帶擾動編號94W。
聯合颱風警報中心在9月25日下午1時給予評級「低」，並在26日下午1時將評級提升為「中」。聯合颱風警報中心在9月27日下午3時30分將評級提升為「高」，並發布熱帶氣旋形成警報。9月28日上午11時，聯合颱風警報中心將其升格為熱帶低氣壓，給予熱帶氣旋編號30W。日本氣象廳也在同日下午3時25分將其升格為熱帶低氣壓，並直接對其發出烈風警告。下午，日本氣象廳將其升格為熱帶風暴，給予國際編號1825，並命名為康芮。
獲得命名後，受惠於附近海域的良好條件，康芮開始快速增強。9月30日凌晨2時45分，日本氣象廳將其升格為強烈熱帶風暴，更在當日上午11時50分其升格為颱風，聯合颱風警報中心在下午2時跟隨。
10月2日，聯合颱風警報中心將其中心風速上調至140節（每小時260公里），成為年內第5個達到薩菲爾-辛普森颶風等級中第五級強度的颱風。當晚，康芮移入海洋含熱量較低的區域，其強度開始明顯下降。聯合颱風警報中心在10月3日上午8時將其降格為颱風，康芮在當日橫過台灣以東海域，該區的海水能量在潭美滯停期間大量消耗，水溫跌至低於攝氏26度，未能維持熱帶氣旋發展，其強度持續減弱。聯合颱風警報中心在10月4日晚上8時率先把康芮降格為熱帶風暴。
康芮在10月5日轉向東北偏北移動，大致上維持強度，並橫過東海。翌日（6日）凌晨3至4時左右在濟州島以東近海掠過。受韓國地形影響，康芮稍為減弱。日本氣象廳在上午8時將其降格為強烈熱帶風暴。上午8時50分，韓國氣象廳表示康芮在韓國慶尚南道統營市登陸。10月7日，日本氣象廳認為康芮已轉化為溫帶氣旋，當時康芮位於日本海。
聯合颱風警報中心在2019年10月發表的最佳路徑中，將其巔峰上調至150節(約280公里/每小時)。

### 颱風玉兔（Yutu）
PAGASA：Rosita
10月19日，一個低壓區在波納佩島附近形成，美國海軍研究實驗室給予熱帶擾動編號97W。
聯合颱風警報中心在10月20日凌晨給予評級「低」，並在下午提升為「中」。10月21日凌晨5時，聯合颱風警報中心將評級提升為「高」，並發布熱帶氣旋形成警報。上午8時，日本氣象廳將其升格為熱帶低氣壓，並在下午對其發布烈風警告。晚上11時，聯合颱風警報中心將其升格為熱帶低氣壓，給予編號31W。10月22日凌晨3時15分，日本氣象廳將其升格為熱帶風暴，給予國際編號1826，並命名為玉兔。
10月22日下午8時，日本氣象廳將其升格為強烈熱帶風暴。10月23日上午，日本氣象廳和聯合颱風警報中心都將其升格為颱風。
10月24日上午8時，中央氣象局也在同日上午8時將其升格為強烈颱風。聯合颱風警報中心則在同日上午11時將其升格為超級颱風，同時也將其中心風速上調至145節（每小時270公里），代表玉兔是年內第6個達到薩菲爾-辛普森颶風風力等級中第五級強度的颱風。晚間，聯合颱風警報中心將其中心風速上調至155節（每小時285公里）。10月25日晚上，玉兔在關島以西海域出現雙重眼壁，進入眼牆置換循環。10月26日，玉兔完成置換眼牆，並再次打開直徑40公里的風眼。
10月30日凌晨，玉兔在菲律賓伊莎貝拉省迪納皮格登陸。下午，玉兔離開呂宋，進入南海。10月31日凌晨3時半，香港天文台將其降格為強烈熱帶風暴。11月2日凌晨5時，國家氣象中心將其降格為熱帶風暴。
11月2日下午2時45分，日本氣象廳將其降格為熱帶性低氣壓。
聯合颱風警報中心在2019年10月發表的最佳路徑中，將其巔峰下調至150節（約280公里/每小時）。

### 強烈熱帶風暴天兔（Usagi）
PAGASA：Samuel
11月3日，一個低壓區在中北太平洋形成，美國海軍研究實驗室給予熱帶擾動編號98C。
聯合颱風警報中心在11月6日給予評級「低」。11月8日，聯合颱風警報中心將評级提升為「中」，並於翌日將評级提升為「高」，發布熱帶氣旋形成警報。日本氣象廳亦於11月9日將其升格為熱帶低氣壓。11月10日，聯合颱風警報中心取消熱帶氣旋形成警報，將評級降為「中」，並於11日將評級降為「低」。日本氣象廳在同日將其降格為低壓區。
11月14日，該系統再次發展，日本氣象廳在當晚8時再次升格為熱帶低氣壓，聯合颱風警報中心也在翌日凌晨2時將評級提升為「中」。11月17日晚上10時30分，聯合颱風警報中心將評級提升為「高」，同時發佈熱帶氣旋形成警報。翌日凌晨3時30分，日本氣象廳對其發佈烈風警告。11月18日下午5時，聯合颱風警報中心將其升格為熱帶低氣壓，給予編號33W。11月22日晚間，日本氣象廳將其升格為熱帶風暴，給予國際編號1829，並命名為天兔。
日本氣象廳和中國中央氣象台分別在11月23日上午9時05分和晚上8時將其升格為強烈熱帶風暴和強熱帶風暴。11月24日上午11時，聯合颱風警報中心將其升格為颱風，日本氣象廳則於下午2時55分跟隨。
11月25日，天兔登陸越南前江省。11月26日上午，日本氣象廳將其降格為熱帶性低氣壓。
聯合颱風警報中心在2019年10月發表的最佳路徑中，將其巔峰上調至90節（約165公里/每小時）。

### 熱帶風暴桃芝（Toraji）
一個低壓區在11月11日於菲律賓棉蘭老島東南方形成，美國海軍研究實驗室給予熱帶擾動編號91W。
聯合颱風警報中心在11月16日給予評級「低」，並在當晚9時將評級提升為「中」。11月17日，聯合颱風警報中心將評級提升為「高」，同時發佈熱帶氣旋形成警報。同時，日本氣象廳率先將其升格為熱帶低氣壓。11月17日下午，日本氣象廳跳過烈風警報，直接將其升格為熱帶風暴，給予國際編號1827，並命名為桃芝。聯合颱風警報中心則延至當晚11時才將其升格為熱帶低氣壓，給予編號32W，並不承認其為熱帶風暴。
11月18日，桃芝橫過南海南部，並在當日下午登陸越南。日本氣象廳在當日下午3時將其降格為熱帶低氣壓，聯合颱風警報中心則在當晚7時對其發出最後警報。
11月20日上午，桃芝的殘餘進入泰國灣後重新發展，聯合颱風警報中心在當日下午1時直接將評級升為「中」，更在下午11時再度將其升格為熱帶低氣壓。11月21日，桔梗登陸泰國洛坤府後減弱。進入安達曼海後，聯合颱風警報中心再度對其發出最後警報。

### 颱風萬宜（Man-yi）
PAGASA：Tomas
11月17日上午，一個低壓區形成，美國海軍研究實驗室給予熱帶擾動編號92W。下午，聯合颱風警報中心給予評級「低」。
11月19日上午11時30分，聯合颱風警報中心將其評級升為「中」。下午，聯合颱風警報中心將其評級升為「高」，並發布熱帶氣旋形成警報。晚上8時，日本氣象廳將其升格為熱帶低氣壓。11月20日凌晨3時30分，日本氣象廳對其發佈烈風警告。凌晨5時，聯合颱風警報中心將其升格為熱帶低氣壓，給予編號34W。日本氣象廳在同日晚上9時05分將其升格為熱帶風暴，給予國際編號1828，並命名為萬宜。
聯合颱風警報中心在11月21日下午5時率先將其升格為颱風。同時，萬宜已經發展出中心密集雲團，外圍雲帶也呈放射狀，但日本氣象廳延至22日凌晨才將其升為強烈熱帶風暴。萬宜在當日下午2時進入香港天文台責任範圍，香港天文台將其評定為颱風，日本氣象廳也在晚上8時45分將其升格為颱風。11月23日，萬宜達到強度巔峰，並於24日發展出風眼，不久後就受到風切變，乾空氣等種種因素影響而開始減弱。
11月26日上午，日本氣象廳將其降格為熱帶風暴，中午再將其降格為熱帶低氣壓。11月27日，香港天文台將其降格為低壓區。

### 熱帶風暴帕布（Pabuk）
12月28日，一个低壓區在南海南部形成，美國海軍研究實驗室給予熱帶擾動編號97W。
12月30日，該系統吞併位於其東北方的熱帶低氣壓35W，聯合颱風警報中心在凌晨2時直接將其評級提升為「中」，並於翌日提升評級為「高」，發佈熱帶氣旋形成警報。
12月31日下午2時，聯合颱風警報中心將其升格為熱帶低氣壓，給予編號36W；日本氣象廳隨即在下午3時15分跟隨，升為熱帶低氣壓，並同時發佈烈風警報。
2019年1月1日下午2時55分，日本氣象廳將其升格為熱帶風暴，給予國際編號1901，並命名「帕布」。
1月4日晚間，日本氣象廳宣佈帕布離開其責任範圍，進入北印度洋，並改為印度氣象局發報。

## 未被國際命名的熱帶氣旋
除了被日本氣象廳命名的熱帶氣旋外，還有一些沒被命名的熱帶低氣壓和被聯合颱風警報中心評估為熱帶風暴或熱帶低氣壓，但日本氣象廳只評為熱帶低氣壓的熱帶氣旋。

### 熱帶低氣壓04W
5月4日，兩個低壓區在關島西南東方海域形成，聯合颱風警報中心給予熱帶擾動編號96W及97W，並將24小時內形成熱帶氣旋的機會評為「低」。
翌日，97W把96W吞併並增強，令聯合颱風警報中心發佈的形成熱帶氣旋的機會跳過「中」而直接評為「高」。
5月10日，聯合颱風警報中心將其升格為熱帶性低氣壓，給予熱帶氣旋編號04W。
5月15日，聯合颱風警報中心對其發佈最後一報，隨後宣告消散。

### 熱帶低氣壓
2018年6月1日，一個低壓區在關島東南方海域生成，美國海軍研究實驗室在晚上9時半給予熱帶擾動編號91W。
聯合颱風警報中心在6月2日將該系統在24小時內形成熱帶氣旋的機會評為「低」。受到垂直風切變影響，其低層環流中心難以辨認，對流稀疏，流出通道微弱；不過溫暖海水支持系統發展，逐漸鞏固其低層環流中心。
聯合颱風警報中心在6月4日凌晨5時將該系統在24小時內形成熱帶氣旋的機會提升至「中」，且因應深層對流持續捲入中心，極地方向流出亦見改善，聯合颱風警報中心在4小時後，即早上9時，把評級升為「高」，同時發佈熱帶氣旋形成警報。與此同時，臺灣中央氣象局和日本氣象廳同步在下午2時把該系統升為熱帶低氣壓。該熱帶低氣壓加速向西移動，靠近西面的熱帶低氣壓，聯合颱風警報中心開始預計該系統會和馬力斯合併。
翌日（5日）上午9時半，聯合颱風警報中心把評級改為「中」，取消熱帶氣旋形成警報。此後系統在「藤原效應」下改向西北移動，其低層環流中心外露，對流減弱。日本氣象廳和聯合颱風警報中心分別在晚上8時和10時表示系統遭馬力斯吞併，臺灣中央氣象局在6日凌晨2時亦有此表示。

### 副熱帶風暴07W
6月12日，一個中尺度對流複合體在滯留鋒發展為熱帶擾動，美國海軍研究實驗室在上午9時給予擾動編號93W。下午2時，聯合颱風警報中心對其在24小時內形成為熱帶氣旋的機會評為「低」，並在晚上10時將評級調升為「中」。
翌日上午10時，聯合颱風警報中心對其在24小時內形成為熱帶氣旋的機會提升為「高」，同時發布熱帶氣旋形成警報。聯合颱風警報中心在半小時後將其判定為副熱帶低氣壓，並維持發布熱帶氣旋形成警報。日本氣象廳在下午8時認定其為一低壓區。
聯合颱風警報中心在翌日上午5時將其升格為熱帶低氣壓，給予熱帶氣旋編號07W，並在上午8時升格為熱帶風暴。不過，日本氣象廳則是在上午8時，認定其已轉化為溫帶氣旋。
聯合颱風警報中心在2019年10月初發布的最佳路徑中，把07W的性質調整為副熱帶風暴。

### 熱帶低氣壓
6月16日，一個季風低壓於南海北部形成，美國海軍研究實驗室給予熱帶擾動編號96W。
中央氣象局在6月18日上午對其發布熱帶性低氣壓特報，而此系統在6月18日下午登陸福建。
香港天文台曾經在6月15至17日預報該系統會有所發展，但情況則存在變數。同時亦數度發出特別天氣提示，提醒市民假期外出時需留意天氣變化。最終，它未能增強至熱帶低氣壓的強度。
7月10日，一個低壓區在南海形成，美國海軍研究實驗室給予熱帶擾動編號93W。
7月16日，日本氣象廳將其升格為熱帶低氣壓。
7月18日，日本氣象廳認為此系統已經消散。

### 熱帶低氣壓13W
PAGASA：Josie
7月20日，一個低壓區在南海形成，美國海軍研究實驗室給予熱帶擾動編號98W。不久後，聯合颱風警報中心給予評級「低」。由於發展環境良好且有明顯螺旋性，日本氣象廳在上午的天氣圖中將其標注為一低壓區，更於晚間將其升格為熱帶低氣壓。
7月21日上午，聯合颱風警報中心將評級直接升為「高」而跳過「中」，並同步發布熱帶氣旋形成警報。日本氣象廳也對其發布烈風警報。不久後，聯合颱風警報中心將其升格為熱帶低氣壓，給予熱帶氣旋編號13W。
7月23日上午9時，日本氣象廳取消對其發布的烈風警報。
7月24日，日本氣象廳認為其已經消散。
聯合颱風警報中心在2019年10月初發布的最佳路徑中，把13W的巔峰強度上調至35節(每小時65公里)。

### 熱帶低氣壓16W
7月28日晚間，一個低壓形成，美國海軍研究實驗室給予熱帶擾動編號90W。
7月29日下午，聯合颱風警報中心給予評級「低」。
7月30日上午，聯合颱風警報中心對此系統的評級跳過「中」，直接評級「高」並同時發布熱帶氣旋形成警報。晚間，聯合颱風警報中心將其升格為熱帶性低氣壓，給予熱帶氣旋編號16W。
7月31日上午，日本氣象廳將其升格為熱帶性低氣壓。
8月1日凌晨，聯合颱風警報中心對此系統發出最後一報。
8月2日晚間，日本氣象廳認為其已經轉化為溫帶氣旋。

### 熱帶低氣壓24W
PAGASA：Louis
8月22日凌晨，一個低壓於南海北部形成，美國海軍研究實驗室給予熱帶擾動編號92W。上午，聯合颱風警報中心給予評級「低」。同時，日本氣象廳將其升格為熱帶低氣壓。當日上午10時30分，中央氣象局對其發布熱帶性低氣壓特報。下午，聯合颱風警報中心將其評級提升為「中」，不久後再將評級提升為「高」，並發布熱帶氣旋形成警報。
8月23日，該系統於台灣屏東縣東港鎮登陸。
8月24日凌晨，聯合颱風警報中心將其升格為熱帶低氣壓，給予熱帶氣旋編號24W。
8月25日早上9時40分，該系統於福建省莆田市秀嶼區再次登陸。下午2時，中國國家氣象中心表示其環流中心已經難以確定，故認定其消散並停止編報。下午5時，聯合颱風警報中心對其發出最後警報。
8月26日晚上，日本氣象廳將其降格為低壓區。

### 熱帶低氣壓
8月23日，一個低壓區在菲律賓以東海域形成，美國海軍研究實驗室給予熱帶擾動編號93W，聯合颱風警報中心給予評級「低」。
8月24日下午2時，日本氣象廳將其升格為熱帶低氣壓。不久後，聯合颱風警報中心將其評級提升為「中」。
8月26日，該系統登陸上海，日本氣象廳將其降格為低壓區，聯合颱風警報中心取消所有評級。
9月3日，一個低壓區在菲律賓以東海域形成，美國海軍研究實驗室給予熱帶擾動編號98W。9月4日，聯合颱風警報中心給予評級「低」。
9月5日上午8時，日本氣象廳將其升格為熱帶低氣壓，聯合颱風警報中心於同日晚上將評級提升為「中」。9月6日上午10時30分，聯合颱風警報中心將評級提升為「高」，並發布熱帶氣旋形成警報。2小時後，日本氣象廳也對其發出烈風警報。
9月7日凌晨3時，日本氣象廳取消烈風警報。聯合颱風警報中心也在同日上午10時30分將評級改為「低」，並取消熱帶氣旋形成警報。9月8日下午，聯合颱風警報中心取消評級。

### 熱帶低氣壓29W
颶風奧利維亞的殘餘低壓區進入西北太平洋，美國海軍研究實驗室重新給予熱帶擾動編號93W。
聯合颱風警報中心在9月19日上午10時半給予評級「低」，至下午2時取消評級。9月21日上午10時半，聯合颱風警報中心重新給予評級「低」。日本氣象廳在9月21日晚上8時將其升格為熱帶低氣壓。9月23日下午3時，日本氣象廳認為其已經消散。
聯合颱風警報中心在9月25日下午1時將評級提升為「中」，更在同日晚上10時30分將評級提升為「高」，並發布熱帶氣旋形成警報。日本氣象廳也在同日下午2時再度將其升格為熱帶低氣壓。9月26日下午5時，聯合颱風警報中心將其升格為熱帶性低氣壓，給予熱帶氣旋編號29W。
9月27日，聯合颱風警報中心對其發出最後警報。9月28日，日本氣象廳認為其已轉化為溫帶氣旋。

### 熱帶低氣壓
10月19日，日本氣象廳將一個位於越南以南海域的低壓區升格為熱帶低氣壓。美國海軍研究實驗室在10月20日凌晨2時給予熱帶擾動編號98W。
10月20日，日本氣象廳判定其已離開西北太平洋並進入孟加拉灣。
10月18日，一個低壓區形成，美國海軍研究實驗室給予熱帶擾動編號96W。
聯合颱風警報中心在10月19日給予評級「低」。10月20日晚上8時，日本氣象廳將其升格為熱帶低氣壓。
10月21日上午8時，日本氣象廳認為其已轉化為溫帶氣旋。下午2時，聯合颱風警報中心取消評級。

### 熱帶低氣壓35W
PAGASA：Usman
12月22日，一個低壓區形成，美國海軍研究實驗室給予熱帶擾動編號96W。
聯合颱風警報中心在12月23日晚間給予評級「低」，並於一小時後將評級升為「中」。12月24日，聯合颱風警報中心給予評級「高」，并發佈熱帶氣旋形成警報。
12月24日晚間，聯合颱風警報中心將其升格為熱帶低氣壓，并給予編號35W。
12月25日凌晨，中央氣象局將35W升格為熱帶低氣壓。日本氣象廳在下午跟隨，並於晚間發布烈風警報。
受到強烈風切變和菲律賓地形影響，35W開始減弱。12月30日凌晨2時，日本氣象廳取消烈風警報，並將其降格為低壓區。其後，35W的殘餘雲帶併入帕布的環流中。

## 熱帶氣旋名單
日本氣象廳和菲律賓大氣地球物理和天文服務管理局都會為西太平洋發展形成的熱帶氣旋命名，所以這些地區的單個熱帶氣旋可能會有兩個名字。作為西太平洋的區域專責氣象中心，位於東京的日本氣象廳颱風中心有義務代表世界氣象組織颱風委員會為10分鐘持續風速達到每小時65公里的熱帶氣旋分配國際名稱。
菲律賓大氣地球物理和天文服務管理局的責任區域是東經115至135度、北緯5至25度之間，該機構會對所有進入這片地區的熱帶氣旋命名，並且這一命名程序不需考慮氣旋是否已有國際名稱。菲律賓大氣地球物理和天文服務管理局和日本氣象廳颱風委員會會把造成重大影響的熱帶氣旋名稱退役。2018年的風暴名稱可能會與2000年、2001年、2005年、2006年、2007年、2012年及2013年的部分風暴名稱相同。

### 國際名稱
熱帶氣旋一旦在西太平洋達到熱帶風暴強度，就會由日本氣象廳的颱風委員會命名。用來命名的這些名稱是由14個成員國或地區各提供10個，然後以各國英語名稱的首字母排序。黑色體字表示今年已經使用過，粗體名稱則表示該風暴活躍中，未使用之名字則以灰色字體表示，橙色表示下一個將會使用的名稱。
| 提供國家／地區 | 名稱        | 名稱      | 名稱   | 名稱   | 名稱   |
| -------------- | ----------- | --------- | ------ | ------ | ------ |
| 柬埔寨         | 達維        | 康芮 1825 | 娜基莉 | 科羅旺 | 翠絲   |
| 中國大陸       | 海葵        | 玉兔 1826 | 風神   | 杜鵑   | 木蘭   |
| 朝鮮           | 鴻雁        | 桃芝 1827 | 海鷗   | 舒力基 | 米雷   |
| 香港           | 鴛鴦        | 萬宜 1828 | 鳳凰   | 彩雲   | 馬鞍   |
| 日本           | 小犬        | 天兔 1829 | 北冕   | 小熊   | 蠍虎   |
| 老撾           | 布拉萬 1801 | 帕布      | 巴蓬   | 薔琵   | 軒嵐諾 |
| 澳門           | 三巴 1802   | 蝴蝶      | 黃蜂   | 煙花   | 梅花   |
| 馬來西亞       | 杰拉華 1803 | 聖帕      | 鸚鵡   | 查帕卡 | 莫柏   |
| 密克罗尼西亚   | 艾雲尼 1804 | 木恩      |        | 尼伯特 | 南瑪都 |
| 菲律賓         | 馬力斯 1805 | 丹娜絲    | 黑格比 | 盧碧   | 塔拉斯 |
| 韓國           | 格美 1806   | 百合      | 薔薇   | 銀河   | 奧鹿   |
| 泰國           | 派比安 1807 | 韋帕      | 米克拉 | 妮妲   | 玫瑰   |
| 美國           | 瑪莉亞 1808 | 范斯高    | 海高斯 | 奧麥斯 | 洛克   |
| 越南           | 山神 1809   | 利奇馬    | 巴威   | 康森   | 桑卡   |
| 柬埔寨         | 安比 1810   | 羅莎      | 美莎克 | 燦都   | 尼莎   |
| 中國大陸       | 悟空 1811   | 白鹿      | 海神   | 電母   | 海棠   |
| 朝鮮           | 雲雀 1812   | 楊柳      | 紅霞   | 蒲公英 | 尼格   |
| 香港           | 珊珊 1813   | 玲玲      | 白海豚 | 狮子山 | 榕樹   |
| 日本           | 摩羯 1814   | 劍魚      | 鯨魚   | 圓規   | 山貓   |
| 老撾           | 麗琵 1815   | 法茜      | 燦鴻   | 南川   | 帕卡   |
| 澳門           | 貝碧嘉 1816 | 琵琶      | 蓮花   | 瑪瑙   | 珊瑚   |
| 馬來西亞       | 溫比亞 1818 | 塔巴      | 浪卡   | 妮亞圖 | 瑪娃   |
| 密克罗尼西亚   | 蘇力 1819   | 米娜      | 沙德爾 | 雷伊   | 古超   |
| 菲律賓         | 西馬侖 1820 | 海貝思    | 莫拉菲 | 馬勒卡 | 泰利   |
| 韓國           | 飛燕 1821   | 浣熊      | 天鵝   | 鮎魚   | 杜蘇芮 |
| 泰國           | 山竹 1822   | 博羅依    | 艾莎尼 | 暹芭   | 卡努   |
| 美國           | 百里嘉 1823 | 麥德姆    | 艾濤   | 艾利   | 蘭恩   |
| 越南           | 潭美 1824   | 夏浪      | 環高   | 桑達   | 蘇拉   |

註：
- 本風季第17個被命名的熱帶氣旋（赫克特 1817）是由東北太平洋進入中北太平洋後，再進入西北太平洋的熱帶氣旋。進入本洋面後仍繼續沿用東北太平洋的名稱（Hector）。

### 被除名的熱帶氣旋名稱
第51次世界气象组织台风委员会会议中，决定将本风季第18个被命名的热带气旋“温比亚”退役，因为台风在中国大陆造成重大损失；并决定将本风季第22个被命名的热带气旋“山竹”退役，因为台风在菲律宾造成重大损失。

### 菲律賓

PAGASA的熱帶氣旋監測區域

菲律賓大氣地球物理和天文服務管理局對責任區域內的熱帶氣旋使用獨立的命名方法，所有在其責任海域形成，或是進入其責任海域，或是有可能進入其責任海域的熱帶低氣壓都會獲得名稱，命名名稱每4年完成一次輪換，只有退役的名稱會予以替換，並且還準備有輔助名單，以便在名稱全部用完時替補。以下列出2018年的風暴名單，未經啟用的名稱以灰色表示，括弧內則是風暴的國際名稱：
| Agaton（布拉萬）  | Basyang（三巴） | Caloy（杰拉華） | Domeng（馬力斯） | Ester（格美）  |
| Florita（派比安） | Gardo（瑪莉亞） | Henry（山神）   | Inday（安比）    | Josie          |
| Karding（摩羯）   | Luis            | Maymay（飛燕）  | Neneng（百里嘉） | Ompong（山竹） |
| Paeng（潭美）     | Queenie（康芮） | Rosita（玉兔）  | Samuel（天兔）   | Tomas（萬宜）  |
| Usman             | Venus（未用）   | Waldo（未用）   | Yayang（未用）   | Zeny（未用）   |
| 替補名單          |                 |                 |                  |                |
| Agila（未用）     | Bagwis（未用）  | Chito（未用）   | Diego（未用）    | Elena（未用）  |
| Felino（未用）    | Gunding（未用） | Harriet（未用） | Indang（未用）   | Jessa（未用）  |

## 季節影響
此列表列出了所有在2018年西太平洋曾經活躍的熱帶氣旋。包括該熱帶氣旋的強度，持續時間，名稱，登陸地點，死亡和破壞。所有破壞都以美元作為單位。括號中的是指間接導致的死亡（如交通意外，或滑坡等等）。
ACE的計算公式：{\displaystyle \sum _{}^{}{\frac {{v_{\mathrm {max} }}^{2}}{10^{4}}}}，單位為{\displaystyle 10^{4}kt^{2}}。
| 風暴名稱     | 持續日期                                     | 最高強度     | 持續風速      | 氣壓     | 影響地區                                                                             | 損失 （美元） | 死亡人數 | 來源          |
| ------------ | -------------------------------------------- | ------------ | ------------- | -------- | ------------------------------------------------------------------------------------ | ------------- | -------- | ------------- |
| 布拉萬       | 2017年12月30日－2018年1月4日                 | 熱帶風暴     | 每小時65公里  | 1002百帕 | 菲律賓、越南                                                                         | $1110萬       | 3        | [ 34 ]        |
| 三巴         | 2月8日－2月16日                              | 熱帶風暴     | 每小時65公里  | 1000百帕 | 加羅林群島、菲律賓（棉蘭老島）                                                       | $320萬        | 14       | [ 35 ]        |
| 杰拉華       | 3月24日－4月2日                              | 猛烈颱風     | 每小時195公里 | 915百帕  | 加羅林群島                                                                           | 無            | 無       |               |
| 04W          | 5月10日－5月15日                             | 熱帶低氣壓   | 每小時45公里  | 1008百帕 | 無                                                                                   | 無            | 無       |               |
| 艾維尼       | 6月2日－6月9日                               | 熱帶風暴     | 每小時75公里  | 998百帕  | 越南、中國大陸（福建、江西、湖南、廣東、海南）、澳門、香港                           | $5.73億       | 15       | [ 36 ] [ 37 ] |
| 馬力斯       | 6月4日－6月12日                              | 強烈熱帶風暴 | 每小時110公里 | 970百帕  | 菲律賓、日本                                                                         | 很小          | 2        | [ 38 ]        |
| 無名         | 6月4日－6月5日                               | 熱帶低氣壓   | 每小時45公里  | 1006百帕 | 無                                                                                   | 無            | 無       |               |
| 07W          | 6月12日－6月14日                             | 熱帶風暴     | 每小時65公里  | 993百帕  | 臺灣、琉球群島                                                                       | 無            | 無       |               |
| 格美         | 6月14日－6月18日                             | 熱帶風暴     | 每小時85公里  | 990百帕  | 臺灣、琉球群島                                                                       | 很小          | 3        | [ 39 ]        |
| 無名         | 6月17日－6月18日                             | 熱帶低氣壓   | 每小時45公里  | 1000百帕 | 中國大陸（福建）、臺灣                                                               | 無            | 無       |               |
| 派比安       | 6月28日－7月5日                              | 颱風         | 每小時120公里 | 960百帕  | 琉球群島、九州、臺灣、韓國                                                           | $1000萬       | 4        | [ 40 ]        |
| 瑪莉亞       | 7月3日－7月12日                              | 猛烈颱風     | 每小時195公里 | 915百帕  | 關島、臺灣、中國大陸（福建、江西、浙江）                                             | $4.9億        | 2        | [ 41 ]        |
| 山神         | 7月15日－7月25日                             | 熱帶風暴     | 每小時75公里  | 994百帕  | 菲律賓（呂宋）、中國大陸（海南、廣東西部、廣西）、越南、澳門、香港                   | $2.35億       | 68       |               |
| 無名         | 7月16日－7月18日                             | 熱帶低氣壓   | 每小時45公里  | 998百帕  | 海南島、越南                                                                         | $1490萬       | 無       |               |
| 安比         | 7月16日－7月25日                             | 強烈熱帶風暴 | 每小時95公里  | 985百帕  | 日本（琉球群島）、中國大陸（上海、浙江、安徽、江蘇、山東、遼寧、北京、天津、內蒙古） | $1.75億       | 1        |               |
| 13W          | 7月20日－7月24日                             | 熱帶低氣壓   | 每小時55公里  | 996百帕  | 菲律賓、臺灣                                                                         | $8740萬       | 16       |               |
| 悟空         | 7月22日－7月27日                             | 強烈熱帶風暴 | 每小時95公里  | 990百帕  | 無                                                                                   | 無            | 無       |               |
| 雲雀         | 7月22日－8月3日                              | 颱風         | 每小時140公里 | 960百帕  | 日本、中國大陸（上海、浙江、安徽、江蘇）                                             | >$14.6億      | 無       |               |
| 16W          | 7月31日－8月2日                              | 熱帶低氣壓   | 每小時55公里  | 1000百帕 | 無                                                                                   | 無            | 無       |               |
| 珊珊         | 8月2日－8月10日                              | 颱風         | 每小時130公里 | 970百帕  | 日本                                                                                 | $13.2萬       | 無       |               |
| 摩羯         | 8月6日－8月13日                              | 熱帶風暴     | 每小時75公里  | 990百帕  | 日本（沖繩、宮古島）、中國大陸（浙江、安徽）                                         | $7400萬       | 7        |               |
| 貝碧嘉       | 8月9日－8月18日                              | 熱帶風暴     | 每小時85公里  | 985百帕  | 中國大陸（海南、廣東西部）、澳門、香港、越南                                         | $2.66億       | 16       |               |
| 麗琵         | 8月11日－8月15日                             | 強烈熱帶風暴 | 每小時95公里  | 994百帕  | 日本(九州)                                                                           | 無            | 無       |               |
| 赫克托       | 8月13日（進入西北太平洋）－8月15日           | 熱帶風暴     | 每小時75公里  | 998百帕  | 無                                                                                   | 無            | 無       |               |
| 溫比亞       | 8月14日－8月18日                             | 熱帶風暴     | 每小時85公里  | 985百帕  | 日本(琉球群島) 、中國大陸(上海、江蘇、安徽、河北)                                    | $13.4億       | 22       |               |
| 蘇力         | 8月15日－8月26日                             | 強烈颱風     | 每小時155公里 | 950百帕  | 加羅林群島、馬里亞納群島、日本(琉球群島)、南韓、北韓                                 | $8100萬       | 86       |               |
| 西馬隆       | 8月16日－8月25日                             | 強烈颱風     | 每小時155公里 | 950百帕  | 馬紹爾群島、加羅林群島、日本                                                         | $2170萬       | 無       |               |
| 24W          | 8月22日－8月26日                             | 熱帶低氣壓   | 每小時55公里  | 994百帕  | 臺灣、中國大陸（褔建）                                                               | $3400萬       | 7        | [ 42 ] [ 43 ] |
| 無名         | 8月24日－8月26日                             | 熱帶低氣壓   | 每小時55公里  | 1000百帕 | 中國大陸（浙江、上海、江蘇）                                                         | 無            | 無       |               |
| 燕子         | 8月27日－9月6日                              | 猛烈颱風     | 每小時195公里 | 915百帕  | 日本                                                                                 | >$32.9億      | 17       |               |
| 無名         | 9月5日－9月7日                               | 熱帶低氣壓   | 每小時55公里  | 1000百帕 | 無                                                                                   | 無            | 無       |               |
| 山竹         | 9月7日－9月17日                              | 猛烈颱風     | 每小時205公里 | 905百帕  | 關島、菲律賓、香港、澳門、中國大陸(廣東、福建、海南、廣西、貴州、雲南）、臺灣        | >$25.2億      | 134      |               |
| 百里嘉       | 9月8日－9月13日                              | 熱帶風暴     | 每小時75公里  | 998百帕  | 菲律賓、香港、澳門、臺灣                                                             | 無            | 無       |               |
| 潭美         | 9月20日－10月3日                             | 猛烈颱風     | 每小時195公里 | 915百帕  | 日本（琉球群島、日本列島）、臺灣                                                     | $6520萬       | 4        |               |
| 29W          | 9月21日（進入西北太平洋）－9月28日           | 熱帶低氣壓   | 每小時55公里  | 1006百帕 | 無                                                                                   | 無            | 無       |               |
| 康芮         | 9月28日－10月9日                             | 猛烈颱風     | 每小時215公里 | 900百帕  | 日本（琉球群島）、南韓                                                               | $1.55億       | 3        |               |
| 無名         | 10月19日－10月20日（離開西北太平洋）         | 熱帶低氣壓   | 每小時55公里  | 1008百帕 | 無                                                                                   | 無            | 無       |               |
| 無名         | 10月20日－10月21日                           | 熱帶低氣壓   | 每小時55公里  | 1008百帕 | 無                                                                                   | 無            | 無       |               |
| 玉兔         | 10月21日－11月3日                            | 猛烈颱風     | 每小時215公里 | 900百帕  | 馬里亞納群島、菲律賓、中國大陸（廣東、福建）、香港、澳門                             | $5.41億       | 23       |               |
| 桃芝         | 11月17日 - 11月21日                          | 熱帶風暴     | 每小時65公里  | 1004百帕 | 越南                                                                                 | 未知          | 23       |               |
| 萬宜         | 11月19日－11月27日                           | 颱風         | 每小時150公里 | 955百帕  | 無                                                                                   | 無            | 無       |               |
| 天兔         | 11月9日－11月26日                            | 颱風         | 每小時120公里 | 975百帕  | 菲律賓、越南                                                                         | 未知          | 2        |               |
| 35W          | 12月22日－12月30日                           | 熱帶低氣壓   | 每小時55公里  | 1002百帕 | 無                                                                                   | 無            | 無       |               |
| 帕布         | 2018年12月31日－2019年1月4日(離開西北太平洋) | 熱帶風暴     | 每小時85公里  | 994百帕  | 越南、泰國、馬來西亞                                                                 | 無            | 無       |               |
| 季節總結     |                                              |              |               |          |                                                                                      |               |          |               |
| 44個熱帶氣旋 | 2017年12月30日－2019年1月4日                 |              | 每小時215公里 | 900百帕  |                                                                                      | >$110億       | 460      |               |

## 外部連結
- （日語）日本氣象廳首頁（页面存档备份，存于）
- （英文）美國聯合颱風警報中心首頁（页面存档备份，存于）
- 大韓民國氣象廳首頁（页面存档备份，存于）
- （繁體中文）台灣交通部中央氣象局首頁（页面存档备份，存于）
- （简体中文）中國國家氣象中心首頁
- （简体中文）中國國家氣象中心-颱風實時路徑顯示
- （繁體中文）香港天文台首頁（页面存档备份，存于）
- （繁體中文）澳門地球物理暨氣象局首頁（页面存档备份，存于）
- （英文）菲律賓大氣地球物理和天文服務管理局首頁（页面存档备份，存于）
- （越南文）越南中央水文氣象預報中心首頁（页面存档备份，存于）
- （泰文）泰國地球物理暨氣象部門首頁（页面存档备份，存于）
- 熱帶氣旋衛星影像（页面存档备份，存于）
- （日語）數位颱風—熱帶氣旋資料及圖片（页面存档备份，存于）
（英文）數位颱風—熱帶氣旋資料及圖片（页面存档备份，存于）
- ACE（页面存档备份，存于）